# Experience marketing
Experience marketing (také zkušenostní marketing) je marketingovou strategií, jejímž účelem je vytvářet hodnotnou zákaznickou zkušenost se značkou. Ve středu zájmu má svého zákazníka, jeho očekávání a spotřebitelské zkušenosti. 

## Charakteristika
Vychází ze zjištění, že „benefity jsou v zážitcích zákazníků, kteří je s produkty prožívají, na rozdíl od samotného produktu“, kde je hledá marketing tradiční. Nabízí lidem prostor k sebezapojení a spoluvytváření značky. Výsledku dosahuje vytvářením kvalitního obsahu, díky kterému zákazník sám má potřebu sdílet své zkušenosti a zážitky s ostatními. 
Zkoumá každý moment interakce značky s lidmi (tzv. touchpointy), zejména ty, ve kterých dochází k přímému dopadu působení značky na úrovni jednotlivce. Sbližuje a propojuje jednotlivé prvky, které jsou speciálně navrženy tak, aby každý kontakt spotřebitele se značkou byl pozitivní. Prostřednictvím těchto mikro prožitků vede ke spokojenosti se značkou, loajalitě a vzniku emocionálního pouta.

## Vznik
Experience marketing vznikl v reakci na proměnu ekonomických cyklů společnosti ze servisní ekonomiky, kdy nejvyšší hodnotou bylo dodávání nehmotných služeb spojených s produktem, za nastávající experience ekonomiku.  Vyplývá z ní, že zákazníci budou platit nejvíce za zážitky spojené s užíváním produktu samotného. Současně se opírá o zjištění, že lidé v 1. polovině 21. století hledají jiné hodnoty než v předchozích desetiletích. Upřednostňují „být“ před „mít“ a „radost“ před „penězi“.
Tradiční, klasický marketing vznikl jako odpověď na dobu průmyslové revoluce. Zaměřuje se na funkční prvky prodávaného zboží, na benefity, které značka přináší, a také na její hodnoty. Jeho pilířem se stal marketingový funnel na jehož základě značky investují největší podíl energie a financí do získávání povědomí v naději, že na konci cesty si právě ji spotřebitelé vyberou. Již na počátku 21. století se začaly objevovat první skutečnosti nasvědčující tomu, že tento proces potřebuje z pohledu marketingu zásadně přepracovat.
O několik let později zveřejnili Mark Bronchek a Cara France výsledky průzkumu mezi marketingovými lídry značek, jako jsou Sephora, Google, Intuit, SAP aj., z něhož vyplynulo, že marketing nadále nemůže spoléhat na marketingový funnel.Spotřebitelé jsou totiž vedeni jak racionálními, tak také emočními rozhodnutími.
Experience marketing se stal současníkem digitální doby, kterou určuje propojení, rychlost a sdílení. Vzájemně sbližuje a propojuje jednotlivé prvky speciálně navržené tak, aby každý kontakt lidí se značkou byl pozitivní. Je strategií, která vytváří pouto mezi značkami a spotřebiteli prostřednictvím personalizovaných prožitků – natolik zajímavých, aby je lidé chtěli sdílet s ostatními. Tyto mikro prožitky tak opět zlepšují zákaznické zkušenosti a v konečném důsledku vedou ke spokojenosti lidí se značkou, loajalitě a emocionálnímu připoutání.